# Oldřich Machač
Oldřich Machač (Prostějov, 18 de abril de 1946 - Brno, 10 de agosto de 2011) fue un jugador de hockey sobre hielo checoslovaco. Consiguió tres medallas en tres Juegos Olímpicos. Fue propuesto para entrar en el IIHF Hall of Fame en 1999.

## Palmarés internacional
| Juegos Olímpicos | Juegos Olímpicos            | Juegos Olímpicos  |
| Año              | Lugar                       | Medalla           |
| ---------------- | --------------------------- | ----------------- |
| 1968             | Grenoble ( República Checa) | Medalla de plata  |
| 1972             | Sapporo ( Japón)            | Medalla de bronce |
| 1976             | Innsbruck ( Suiza)          | Medalla de plata  |